# خماسي فلوريد الكلور
خماسي فلوريد الكلور هو مركب بين هالوجيني مكون الفلور والكلور صيغته ClF5، ويوجد على شكل غاز عديم اللون.

## التحضير
يمكن أن يحضر المركب من تفاعل فلورة ثلاثي فلوريد الكلور عند درجات حرارة وضغوط مرتفعة.
يمكن أن يستخدم ثنائي فلوريد النيكل حفازاً لهذا التفاعل.

## الخواص
يوجد المركب على شكل غاز عديم اللون، وهو يتفاعل مع الماء (تفاعل حلمهة) عند التماس معه مشكلاً فلوريد الكلوريل وفلوريد الهيدروجين:
{\displaystyle {\ce {ClF5 + 2 H2O -> ClO2F + 4 HF}}}
للمركب بنية جزيئية هرمية مربعة وتناظر جزيئي من النمط C4v؛ وفق ما أثبت باستخدام مطيافية الرنين المغناطيسي النووي لنظير الفلور-19 19F NMR.

## الاستخدامات
يمكن أن يستخدم المركب لإجراء عمليات الفلورة في تفاعلات الاصطناع العضوي.